# Gnomoniste
Le gnomoniste, du Grec gnomon, petit objet conique tenu verticalement, est la personne qui effectue les calculs nécessaires à la réalisation d'un cadran solaire fonctionnel.
La personne qui réalise pratiquement les cadrans solaires est un cadranier.
La gnomonique est historiquement apparue en Grèce avec Vitruve et d'autres mathématiciens grecs, s'est transmise à la civilisation arabe et s'est développée en Europe au début du XVIe siècle.
Métier aujourd'hui rare, le gnomoniste est considéré à la fois comme un astronome, un philosophe et un physicien, mais surtout un mathématicien.